# Gelblichweißer Lauch
Der Gelblichweiße Lauch (Allium ericetorum, Syn.: Allium ochroleucum Waldst. & Kit.), ist eine Pflanzenart aus der Gattung Lauch (Allium) in der Unterfamilie der Lauchgewächse (Allioideae) innerhalb der Pflanzenfamilie der Amaryllisgewächse (Amaryllidaceae). Er kommt in Süd- und Südosteuropa auf Trockenrasen und Felsfluren vor.

## Beschreibung

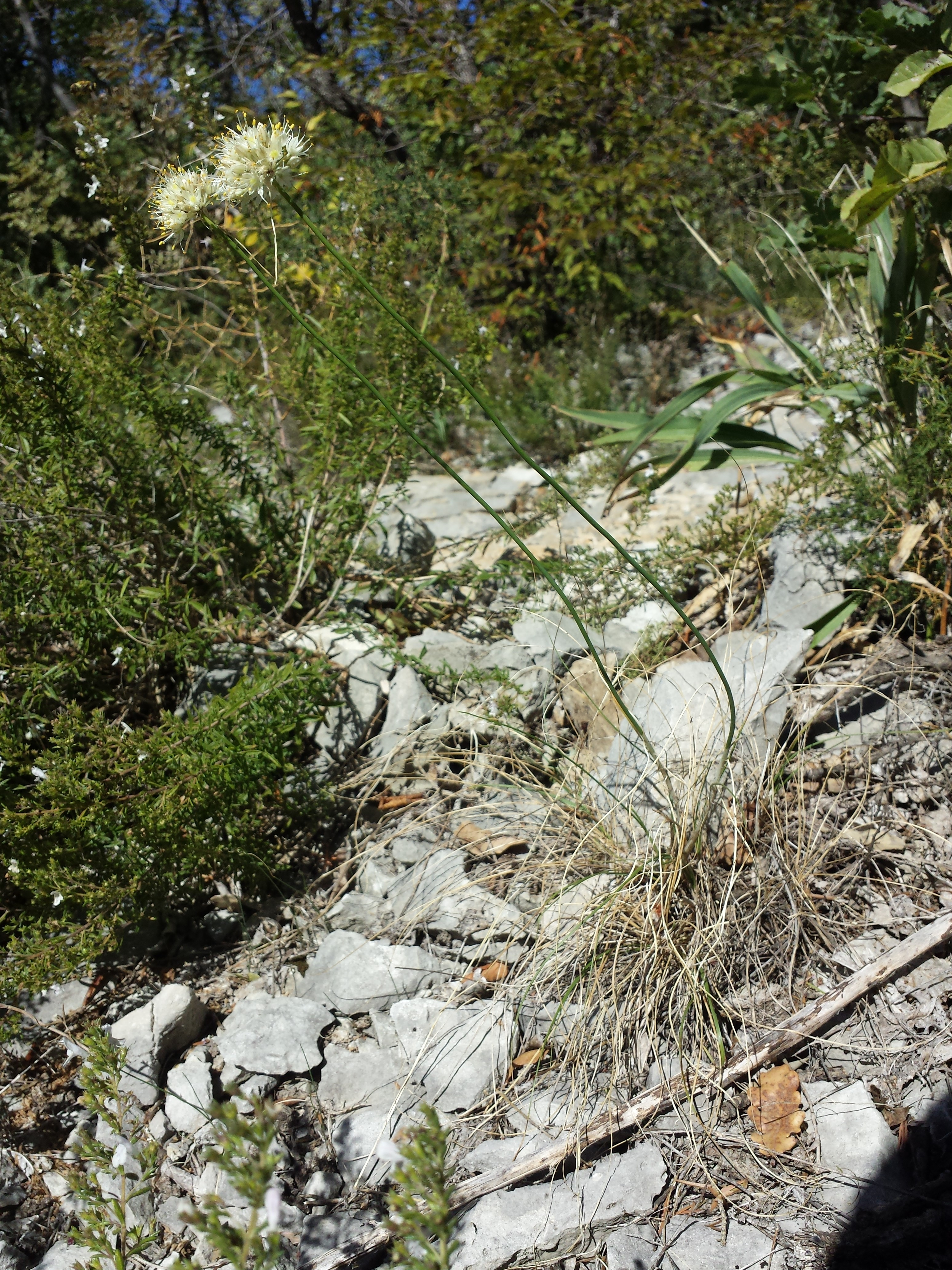
Habitat an einem steinigen Hang

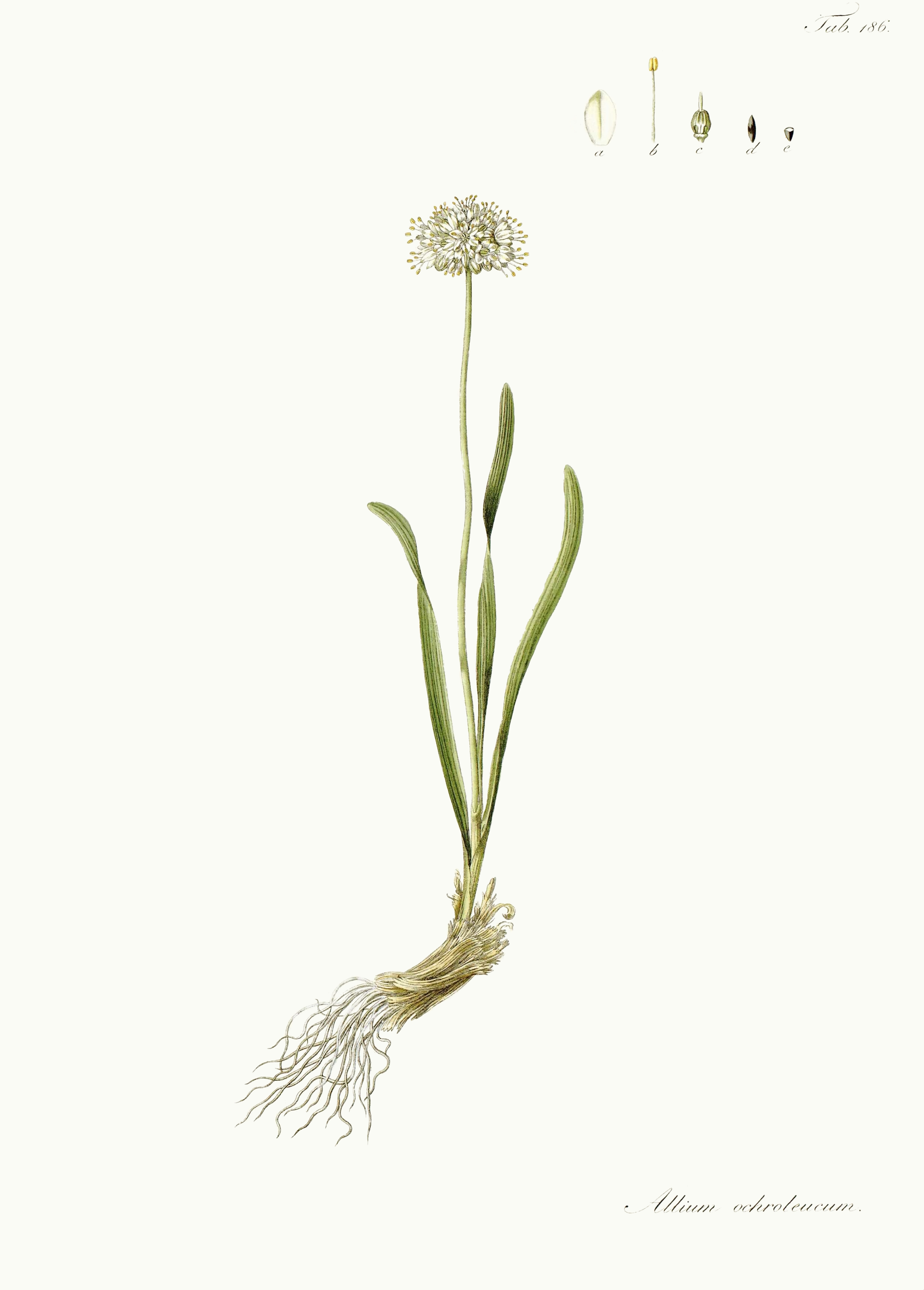
Illustration von Franz Adam von Waldstein-Wartenberg (1805)

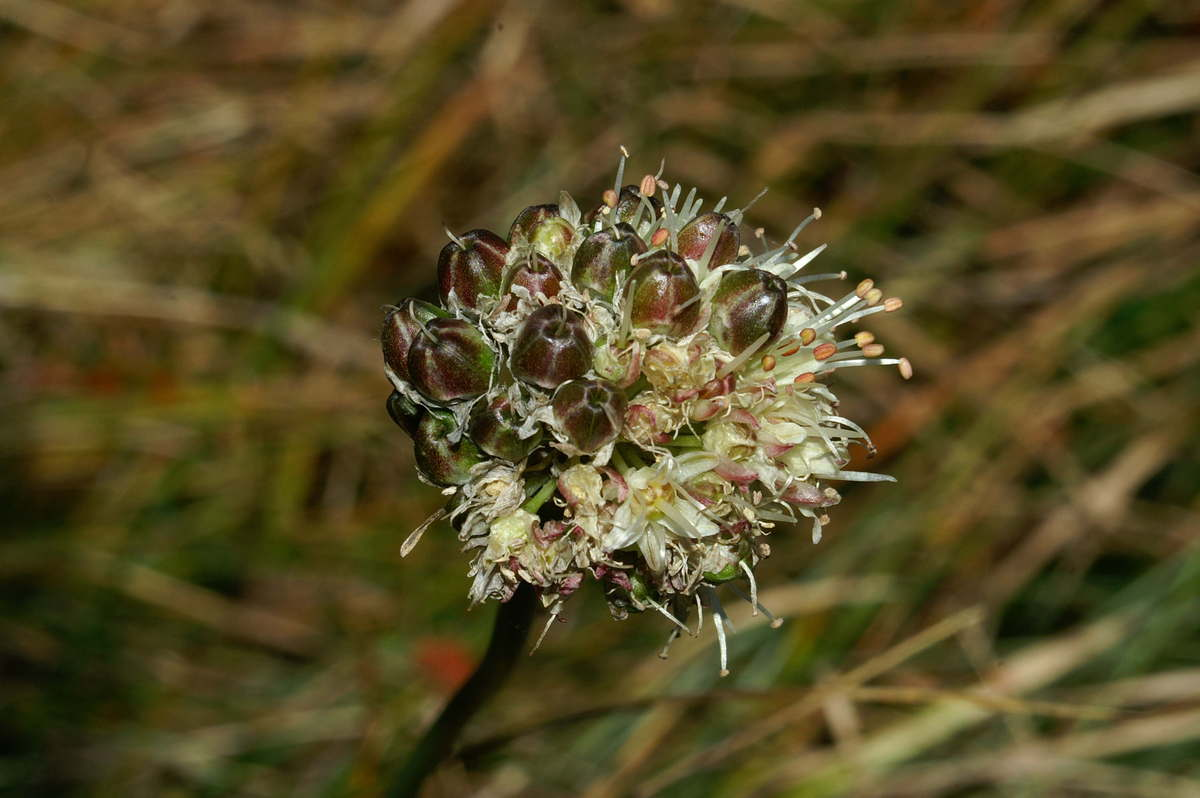
Blütenstand mit reifenden, eiförmigen Kapselfrüchten

### Vegetative Merkmale
Der Gelblichweiße Lauch ist eine ausdauernde krautige Pflanze, die Wuchshöhen von 10 bis 40 Zentimeter erreicht. Die bis zu 1,5 Zentimeter breiten, zylindrischen Zwiebeln sitzen dichtgedrängt auf einem kurzen Rhizom und sind von parallelfaserigen Hüllen umgeben. Die drei bis vier flachen, unterseits abgerundeten, fast grundständigen Laubblätter sind bei einer Länge von 6 bis 25 Zentimetern und einer Breite von 0,5 bis 3 Millimeter schmal linealisch. Sie umhüllen nur das untere Fünftel des Stängels.

### Generative Merkmale
Die Blütezeit reicht von Juli bis September. Der aufrechte, schlanke, runde Blütenstandsschaft ist 10 bis 40 Zentimeter lang. Der halbkugelige, mehr oder weniger dichte doldige Blütenstand ist 1 bis 2,5 Zentimeter breit und enthält 15 bis 40 Blüten an ungleich langen, 4 bis 10 Millimeter langen Blütenstielen, jedoch keine Brutzwiebeln. Die beständige Doldenhülle ist in zwei ungleich lange Klappen geteilt und kürzer als der Blütenstand.
Die zwittrige, breit glockenförmige Blüte ist dreizählig. Die Blütenhüllblätter sind 4 Millimeter lang, 2 Millimeter breit, gelblichweiß oder weiß, oft auch rosa überlaufen, mit einem oft undeutlichen grünen oder rötlichen Mittelstreifen. Sie werden deutlich (bis doppelt so weit) von den weißen Staubblättern überragt, die mit gelben oder braunen Staubbeuteln besetzt sind. Die drei Fruchtblätter sind zu einem oberständigen Fruchtknoten verwachsen, der eiförmig, leicht kantig, anfangs hellgrün, später rotbraun überlaufen ist. Der Griffel ist ausgestreckt.

### Chromosomensatz
Die Chromosomengrundzahl beträgt x = 8; es tritt Diploidie mit einer Chromosomenzahl von 2n = 16 auf.

## Vorkommen
Das Verbreitungsgebiet des Gelblichweißen Lauchs erstreckt sich von Portugal und Nordspanien über West- und Südwestfrankreich, Norditalien, Kroatien, Österreich, Tschechien, die Slowakei, Rumänien und die Ukraine bis in die Karpaten. Besiedelt werden Trockenrasen, Heiden, Gebüsche und Felsfluren in Höhenlagen von 200 bis 1800 Metern.

## Systematik
Die Erstveröffentlichung von Allium ericetorum erfolgte 1803 durch Jean Thore in Essai d'une chloris du département des Landes, S. 123. Das Artepitheton ericetorum bedeutet „von den Heiden“ und bezieht sich hier auf das Vorkommen der Pflanze in Heidegebieten. Die Art Allium ericetorum gehört zur Sektion Daghestanica (Tscholok.) N.Friesen der Untergattung Polyprason Radić in der Gattung Allium. Allium ericetorum ist eng verwandt mit Allium suaveolens und wurde auch als Unterart Allium suaveolens subsp. ericetorum (Thore) Cout. beschrieben. Weitere Synonyme für Allium ericetorum sind Allium ochroleucum Waldst. & Kit. und Allium xanthicum Griseb. & Schenk.

## Verwendung
Der Gelblichweiße Lauch wird selten als Zierpflanze verwendet. Im Garten bevorzugt er warme, sonnige Standorte mit durchlässigem Boden und ist winterhart bis −34 °C (Zone 4).
Der Gelblichweiße Lauch gilt als potenzielle Genquelle (z. B. zur Erhöhung der genetischen Variabilität und Resistenz) für wichtige Nutzpflanzen der Gattung Allium wie Küchenzwiebel, Winterzwiebel, Porree und Knoblauch.